# Jean-Jacques Péché
 (juillet 2022).
La mise en forme du texte ne suit pas les recommandations de Wikipédia : il faut le « wikifier ».
Les points d'amélioration suivants sont les cas les plus fréquents :
- Les titres sont pré-formatés par le logiciel. Ils ne sont ni en capitales, ni en gras.
- Le texte ne doit pas être écrit en capitales (les noms de famille non plus), ni en gras, ni en italique, ni en « petit »…
- Le gras n'est utilisé que pour surligner le titre de l'article dans l'introduction, une seule fois.
- L'italique est rarement utilisé : mots en langue étrangère, titres d'œuvres, noms de bateaux, etc.
- Les citations ne sont pas en italique mais en corps de texte normal. Elles sont entourées par des guillemets français : « et ».
- Les listes à puces sont à éviter, des paragraphes rédigés étant largement préférés. Les tableaux sont à réserver à la présentation de données structurées (résultats, etc.).
- Les appels de note de bas de page (petits chiffres en exposant, introduits par l'outil «  Source ») sont à placer entre la fin de phrase et le point final[comme ça].
- Les liens internes (vers d'autres articles de Wikipédia) sont à choisir avec parcimonie. Créez des liens vers des articles approfondissant le sujet. Les termes génériques sans rapport avec le sujet sont à éviter, ainsi que les répétitions de liens vers un même terme.
- Les liens externes sont à placer uniquement dans une section « Liens externes », à la fin de l'article. Ces liens sont à choisir avec parcimonie suivant les règles définies. Si un lien sert de source à l'article, son insertion dans le texte est à faire par les notes de bas de page.
- La présentation des références doit suivre les conventions bibliographiques. Il est recommandé d'utiliser les modèles {{Ouvrage}}, {{Chapitre}}, {{Article}}, {{Lien web}} et/ou {{Bibliographie}}. Le mode d'édition visuel peut mettre en forme automatiquement les références.
- Insérer une infobox (cadre d'informations à droite) n'est pas obligatoire pour parachever la mise en page.

Pour une aide détaillée, merci de consulter Aide:Wikification.
Si vous pensez que ces points ont été résolus, vous pouvez retirer ce bandeau et améliorer la mise en forme d'un autre article.

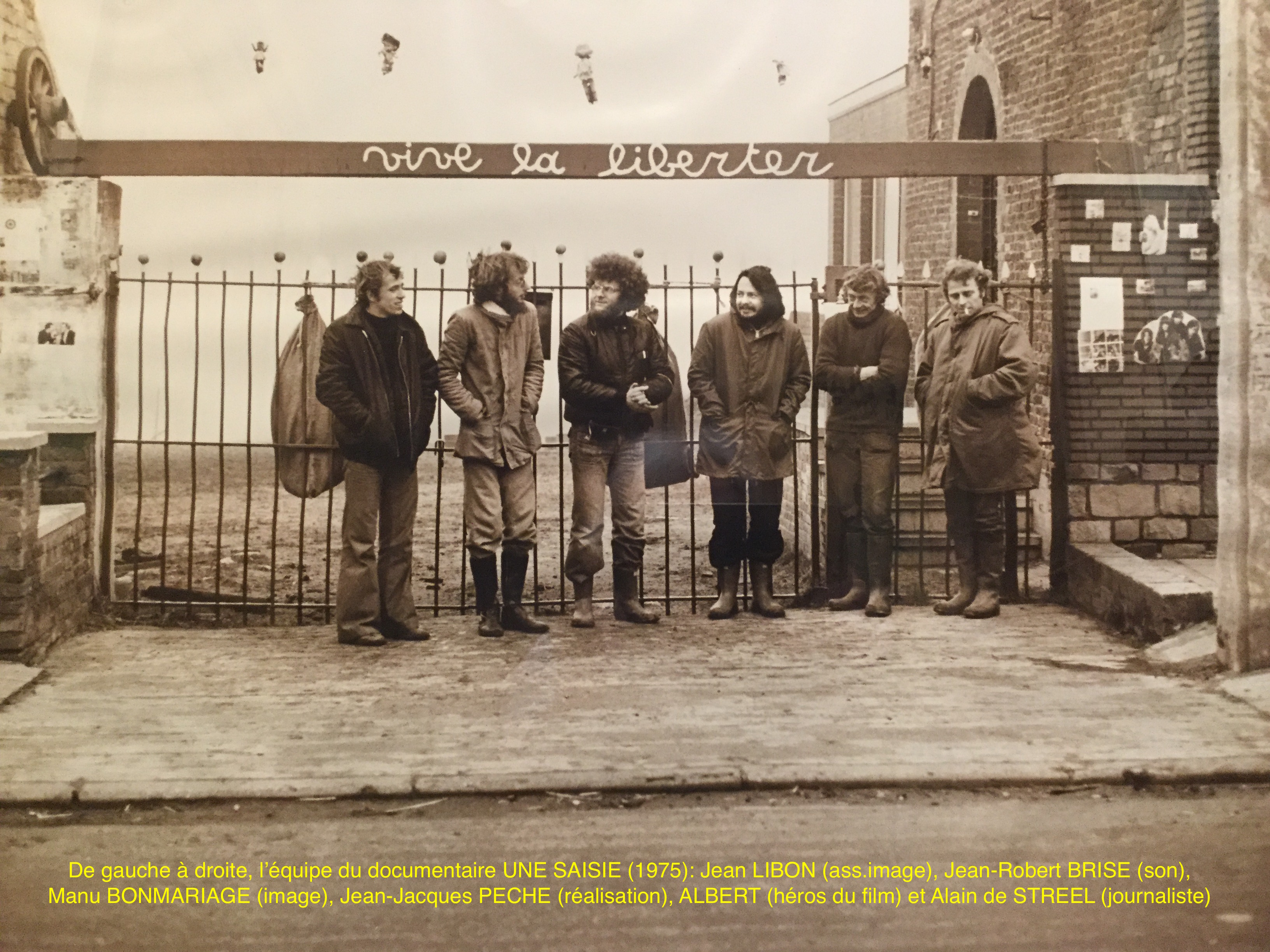
Jean-Jacques Péché (4e en partant de la gauche) est ici en présence de l'équipe de réalisation du documentaire "Une saisie" - Jean Libon, Jean-Robert Brise, Manu Bonmariage et Alain de Streel - ainsi que du protagoniste et héros du documentaire, le fermier Albert.

Jean-Jacques Péché est né en 1936 à Bruxelles où il devient réalisateur de reportages et de documentaires au sein de la RTBF.

## Biographie
C'est au cinéaste André Delvaux que Jean-Jacques Péché doit la découverte du cinéma, un art relativement neuf pour l’époque, qui jouera un rôle déterminant dans sa vie. Adolescent, il étudie en effet à l'Athénée Fernand Blum de Bruxelles,, où André Delvaux officie alors comme professeur de néerlandais. Une rencontre qui va orienter de nombreux élèves de l'école vers un ciné-club exceptionnel pour l’époque, l’Ecran du Séminaire des Arts, où se retrouvent des personnalités aussi riches et diverses qu'André Thirifays, Jacques Ledoux, Paul Davay, René Micha, Henri d'Ursel ou Dimitri Balachoff, autant de personnes qui, un peu plus tard, seront à l’origine de la création du Musée du Cinéma de Bruxelles. Tandis que la réputation d'André Delvaux acquiert peu à peu une dimension internationale, Jean-Jacques Péché poursuit des études à l'Université Libre de Bruxelles (ULB), où il obtient une licence en sciences physiques en 1961. Durant ses études, il participe aux Séminaires du Film et du Cinéma organisés par l'Institut de Sociologie Solvay. C'est par ce biais qu'il fera la connaissance du groupe fondateur du futur INSAS (Institut National Supérieur des Arts du Spectacle) où se retrouvent André Delvaux, Jean Brismée, Ghislain Cloquet, Suzanne Baron, Paul Davay, Jean-Claude Batz, Raymond Ravar et bien d'autres.
Agrégé de l'enseignement secondaire supérieur, Jean-Jacques Péché assume dès 1962 une charge de professeur de sciences. Mais, très rapidement, il revient vers ses anciennes amours et entre à la RTBF, la radio télévision belge de communauté française, en 1964.
Assistant des cinéastes André Delvaux, pour "Le temps des écoliers" (1962) et Jean Brismée pour "Monsieur Plateau" (1964), "André Vésale" (1964) et "Les progestatifs de synthèse", Jean-Jacques Péché réalise, en 1964 également, son premier court métrage de fiction intitulé "Un vieux,", avec, à la direction de la photographie, Willy Kurant et au montage le cinéaste français Maurice Pialat. La même année, le film obtiendra le Prix de la première œuvre et le Prix du film social au Festival d'Anvers.
C'est alors que Jean-Jacques Péché se lance, avec le journaliste Pierre Manuel (de son vrai nom Victor Pilier), dans la série télévisée "Faits Divers," qui connaît bien vite un très grand succès national et international. La trentaine de documentaires sociaux qu'ils réaliseront sera régulièrement primée dans de nombreux festivals (voir filmographie, plus bas), et finira par recevoir, en 1975, le Grand Prix de la Critique en Belgique.
Attaché au Département de l'Information à la RTBF, Jean-Jacques Péché se consacre également à des collaborations de coproductions du célèbre magazine suisse "Temps Présent", magazine que fonde Claude Torracinta au sein de la TSR à Genève. Le réalisateur participe également, avec l'anthropologue Jean-Paul Colleyn, à des films ethnographiques de la série "Planète des hommes". On lui connaît également quelques incursions dans le cinéma de fiction, ainsi que trois téléfilms qui seront tous trois couronnés sur la scène internationale.
En parallèle de son métier de réalisateur de télévision, Jean-Jacques Péché enseigne la démarche documentaire à l'INSAS pendant 15 années et est finalement appelé au comité des Rencontres Internationales de Télévision d'Aix-en-Provence, au même titre que quelques grands noms de la télévision française, parmi lesquels on peut citer: Claude Santelli, Jacques Krier, Maurice Failevic, Claude Otzenberger, Jean-Emile Jeannesson, et Jean-Claude Bringuier.
C'est en compagnie de plusieurs cinéastes belges, dont Jean-Jacques Andrien, Néjia Ben Mabrouk, Yasmine Kassari, Gérald Frydman, qu'il fonde en 2002 l'ARRF (Association des Réalisateurs et Réalisatrices de Films francophones) dont il assumera le secrétariat jusqu'en 2004.
En 2013, il réalise pour le Conservatoire Royal de Liège le documentaire "Réenchanter le monde",, qui réunit le chef d'orchestre argentin Leonardo García Alarcón et l'Orchestre des Jeunes de la Grande Région autour de musiques d'Astor Piazzolla (diffusion RTBF - 2014).
Jean-Jacques Péché finit par quitter la RTBF dans le cadre du plan Horizon 97 (retraite anticipée du personnel statutaire de l'entreprise). Le cinéaste se consacre ensuite entièrement aux projets de sa petite société de production Orbat Films et continue à enseigner, jusqu'en 2015, le cinéma documentaire à la Haute École Libre de Bruxelles, la HELB-PRIGOGINE, au sein de sa section cinéma. Depuis l'année 2016, il anime un atelier documentaire à l'académie d'été de Neufchâteau, l'AKDT,.
Au début de l'année 2017, la Cinémathèque royale de Belgique organise une rétrospective de onze films issus de la série Faits Divers.

## Filmographie
(juillet 2022).

### Courts métrages
- 1964 : Un vieux (court-métrage fiction) : Prix de la première œuvre et Prix du film social, Festival d'Anvers 1964[9]
- 1968 : Le Futur antérieur (court-métrage fiction)[26]
- 2008 : Trois Semaines à Rinsdelle (documentaire HELB)[27]
- 2009 : Trois Semaines en musique (documentaire HELB)[27]
- 2010 : Trois Semaines en couleurs (documentaire HELB)[27]

### Documentaires & reportages
- 1968: Les petits riens (Belgique)[28]
- 1968: Pour Sainte Cécile (Belgique)[29],[30]
- 1968: Incident à Berkeley (USA)[31]
- 1969: Dimanche des Rameaux à Jérusalem (Israël)[32]
- 1969: La Bataille des Marolles (Belgique) ⇒ Prix de la Presse au CIRA, Cannes 1970[33],[34]
- 1969: La revanche de St Nicolas (Belgique)[35],[36]
- 1970: Les derniers jours d'une grève (Belgique)[8]
- 1970: Chronique matrimoniale napolitaine (Italie)[8]
- 1970: La femme invisible (USA)[8]
- 1970: Nativité (Belgique)[8]
- 1971: Les réservistes (Belgique)[37]
- 1971: Bonjour Monsieur le Maître (Belgique)[38],[39] ⇒ Prix spécial de la Presse au Festival international de télévision, Prague 1971 ; première apparition du futur artiste-peintre Raymond Coumans, à l'époque enseignant de néerlandais dans une école primaire d'un quartier huppé d'Ixelles.
- 1971: Procès d'un non-conformiste (Italie)[8]
- 1971: Le psychiatre, son asile et son fou (Belgique) ⇒ Mention spéciale Festival International de télévision, Monte-Carlo 1972[40]
- 1971: Les enfants de la balle (Belgique)[41],[42]
- 1972: Les fonctionnaires (Belgique)[43], avec Michel Demaret[44]
- 1972: La maison des jeunes filles (Belgique)[8]
- 1972: Week-end ou la qualité de la vie (Belgique)[45],[46],[47]  ⇒ Prix du Festival du Film sur l'Environnement, Montréal 1973[47], Prix du Jury, Prix du Public et Prix du Reportage, 9e Festival du Film Belge, à Knokke, 1972[47]. En 2012, ce film est retenu dans "Les 20 documentaires du 20ème siècle" par la Cinémathèque de la Fédération Wallonie-Bruxelles[47].
- 1973: Le paradis sur terre (Maroc)[8]
- 1973: Le groupe (Belgique)[48]
- 1975: Une saisie (Belgique) avec Alain de Streel, journaliste[49] ⇒ Grand Prix de l'Union des Critiques de Télévision, Liège 1975[50], Prix de la Critique Internationale, Monte-Carlo 1976[50]
- 1976: Les années perdues (Belgique) avec Alain de Streel[8]
- 1976: Le poids de l'uniforme (Belgique) avec Alain de Streel[51] ⇒ Prix du Journalisme Télévisé, Crédit Communal, Belgique 1977
- 1977: Viens dans ma ville, viens dans ma rue (Belgique) avec Alain de Streel[52]
- 1977: Une année comme celle-ci (Belgique) avec Alain de Streel[8]
- 1977: Coupures (Belgique, Allemagne), un documentaire de fiction avec Yves Vasseur au scénario[8].

### Grands reportages (coproductions internationales)
- 1980: Haïti chérie (Haïti), avec Jean-Paul Colleyn[53]
- 1981: Liverpool, la crise et la colère (G.B.), RTBF-TSR (Genève), avec D. Pasche[54]
- 1981: Vive la Belgique, Leve Belgïe (Belgique), avec André Dartevelle[8]
- 1982: Les chemins de Nya (Mali), avec Jean-Paul Colleyn[55],[56],[57]⇒ 1er Prix aux 7e Rencontres audiovisuelles de Nice, 1986
- 1984: La grève sans fin (G.B.), RTBF-TSR (Genève), avec Élisabeth Burdot[58]
- 1986: L'ordre règne à Santiago (Chili), avec Josy Dubié[59] ⇒ Grand Prix, Festival International des Grands Reportages, La Ciotat 1987
- 1986: Les enfants de Pinochet (Chili), avec Josy Dubié[60]
- 1987: Roumanie: le désastre rouge (Roumanie), avec Josy Dubié[61] ⇒ Prix UNDA, Festival International de Monte-Carlo, 1988, Prix Jean d'Arcy - MIP TV Cannes, meilleur documentaire d'investigation 1990
- 1989: Géorgie: d'un rouge à l'autre (Géorgie), avec Jean-Marie Chauvier[8]
- 1989: La longue marche des Barundis (Burundi), avec Jean-François Bastin
- 1990: Pologne: c'est encore loin le capitalisme ? (Pologne), RTBF-TSR (Genève), avec Béatrice Barton[62]
- 1990: Bénazir Bhutto, comme les autres, face à l'Islam (Pakistan), avec C. Braeckman[8]
- 1991: L'URSS finit en Ukraine (Ukraine), avec Jean-Marie Chauvier[63]

### Téléfilms (RTBF)
- 1972 : Le stress, avec Pierre Manuel[64] ⇒ Prix de la SACD en 1973
- 1974 : Histoire d'un oiseau qui n'était pas pour le chat, avec Pierre Mertens[65] ⇒ Prix de la Critique internationale au Festival de Télévision, Monte-Carlo 1975
- 1977 : Coralie, Prix du Public au Festival International de TV à Prague[66]

### Documentaire (production indépendante Orbat Films)
- 2013 : Réenchanter le monde (Belgique), avec Leonardo García Alarcón[67]

## Publications autour de Jean-Jacques Péché
(juillet 2022).
- Dic Doc, Le dictionnaire du documentaire; 191 réalisateurs de la Communauté française de Belgique. Coédition du Commissariat général aux Relations internationales  & Service général de l’audiovisuel de la Communauté française de Belgique - 1999.  (ISBN 2-930308-00-1)
- Cinema de Belgique - Paul Davay - Ed Duculot, B-5800 Gembloux, 1973, pp. 140 à 141
- Regards sur le réel - 20 documentaires du 20è siècle - Ed Yellow Now / Côté cinéma - Cinémathèque de la Fédération Wallonie-Bruxelles, Article intitulé ”Week-end”,  Pierre Manuel & Jean-Jacques Péché, par Emmanuel d’Autreppe, 2013,  pp. 99 à 111
- ”L’histoire d’un oiseau qui n’était pas pour le chat” in ”La Palestine et le cinéma”, ouvrage collectif sous la direction de Guy Hennebelle et Khémaïs Khayati - Ed  E100 - Paris 1977
- "Pour un cinéma du réel", mémoire de fin d'études de Jean Jauniaux consacré au film "Une Saisie" et agrémenté d'entretiens avec Jean-Jacques Péché, (INSAS, 1978)